# 裴夷健
裴夷健（?—?），唐朝前期时疏勒王。唐乾陵蕃国石像作疏勒王裴夷健蜜施。
唐高宗仪凤年间，安西四镇（疏勒、于阗、龟兹、焉耆）没于吐蕃。武则天天授三年（长寿元年，692年），武威道总管王孝杰击破吐蕃，恢复四镇之地，以三万兵镇守。圣历元年（698年）正月，真腊国遣使朝贡。四月，疏勒王裴夷健遣使朝贡。腊月，后突厥可汗默啜遣使朝贡。 